# Felix Terins
Felix Peter Gabriel Terins, född 24 april 1998 i Skålleruds församling i Västra Götalands län, är en svensk basketspelare som spelar för den portugisiska klubben S.L Benfica.

## Biografi
Felix Terins inledde sin karriär i Norrköping och spelar 2025 för Benfica i portugisiska ligan. Han har även representerat det svenska landslaget där han debuterade 2021.